# غارغاليانوي
غارغاليانوي (Γαργαλιάνοι) هي مدينة في ميسينيا في مقاطعة كينتريكي إلادا في اليونان.
يبلغ عدد سكانها حوالي 5757 نسمة.

## أعلام
- تيلوس أغراس
- ثيوفيلوس الثالث